# شورلت اورلاندو
شورلت اورلاندو (کره‌ای: 쉐보레 올란도؛ انگلیسی: Chevrolet Orlando) خودروی موتور جلو-محور جلو یا چهار چرخ متحرک در کلاس کامپکت ام‌پی‌وی است که در فاصله سال‌های ۲۰۱۱ تا ۲۰۱۸ توسط شرکت جنرال موتورز تولید و عرضه گردید.